# David Kopp
Pour les articles homonymes, voir Kopp.
David Kopp, né le  5 janvier 1979 à Bonn, est un coureur cycliste allemand. Il fait ses débuts professionnels en 2002 au sein de l'équipe allemande Deutsche Telekom.

## Biographie
David Kopp passe professionnel en 2002 au sein de la Team Telekom.
Contrôlé positif à la cocaïne le 11 septembre 2008 après une kermesse professionnelle à Izegem, en Belgique, alors qu'il court pour Cycle Collstrop, il est suspendu pour un an, et rejoint en 2010 l'équipe allemande Kuota-Indeland pour un an. Malgré tout, l'Union cycliste internationale prolonge sa suspension d'une année jusqu'en septembre 2010 le 22 avril de la même année. Il décide de mettre un terme à sa carrière de coureur à l'issue de la saison 2011.

## Palmarès
- 1995
  - 3e du championnat d'Allemagne sur route cadets
- 1997
  -  Champion d'Allemagne sur route juniors
- 2000
  - Tour du Harz (de)
  - 4e étape du Tour de Vysočina
- 2001
  - Grand Prix de Francfort espoirs
  - 2e et 7e étapes du Tour de Thuringe
  - 3e et 8e étapes de la FBD Insurance Rás
  - 3e étape du Circuito Montañés
  - 1re étape du Transalsace International
  - 3e du Tour de Cologne amateurs
  - 3e de l'Erzgebirgsrundfahrt
- 2004
  - 2e étape du Tour du Cap
  - Cologne-Schuld-Frechen
  - Tour de Düren
  - Tour de Bochum
  - Grand Prix de la ville de Zottegem
  - 2e du Hel van het Mergelland
  - 3e de Groningue-Münster
- 2005
  - 1re étape du Tour du Cap
  - Tour de Cologne
  - 3e étape du Tour de Bavière
  - 3e du Tour du Cap
- 2006
  - Trofeo Calvia
  - 6e étape de l'Eneco Tour
  - 2e de Gand-Wevelgem
  - 2e du Tour de Cologne
- 2007
  - 2e étape du Tour de Pologne
- 2008
  - 2e du Grand Prix E3
- 2010
  - Cologne-Schuld-Frechen
  - 1re étape du Tour of Boland

## Résultats sur le Tour de France
1 participation 
- 2006 : abandon (16e étape)

## Classements mondiaux
| Année              | 2005 | 2006 | 2007 | 2008 | 2009 | 2010 | 2011 |
| ------------------ | ---- | ---- | ---- | ---- | ---- | ---- | ---- |
| Classement ProTour |      | 73e  | 181e |      |      |      |      |
| UCI Africa Tour    | 18e  |      |      |      |      |      |      |
| UCI Asia Tour      | 103e |      |      |      |      |      | 110e |
| UCI Europe Tour    | 45e  |      |      | 234e |      |      | 483e |